# Hachiōji (Tokio)
Hachiōji (八王子市 Hachiōji-shi?) es una ciudad ubicada en Tokio Occidental, la parte occidental de la Metrópolis de Tokio, Japón. 
Tiene un área de 186,31 km² y una población de 545.695 personas.
La ciudad está rodeada casi en su totalidad por montañas, que conforman la Cuenca de Hachiōji, que se abre al este en dirección al centro de Tokio. La cadena montañosa en el sudoeste incluye al Monte Takao (599 m) y el Monte Jinba (855m), destinos de caminata que se pueden llegar por tren y bus respectivamente. 

## Historia
A pesar de que ganó su estatus de ciudad el 1 de septiembre de 1917, ha sido un cruce muy popular que conectaba Edo con las ciudades del oeste desde tiempos antiguos, especialmente en la era Tokugawa. Por un breve período, existió el castillo Hachiōji, construido en 1584, pero destruido en 1590 por Toyotomi Hideyoshi.
En la era Meiji, Hachiōji prosperó como centro de producción de seda y textiles de seda, pero decayó en la década de 1960. Actualmente, es una ciudad dormitorio de la gente que trabaja en el centro de Tokio, y es lugar de varios colegios y universidades.

## Atracciones
La ciudad comprende una vasta área entre lugares densamente poblados y su centro comercial junto con las zonas rurales al oeste. En el Monte Takao existe el Templo Takao y el templo budista Takao-san Yakuōin Yūkiji. En el Monte Jinba es famoso por su vista escénica al Monte Fuji. También en la ciudad se encuentra el Mausoleo Imperial, donde están enterrados los Emperadores Taishō y Shōwa.
En la zona también se encuentran:
- Jardín Forestal Científico Tama.
- Jardín de Plantas Medicinales de la Escuela de Farmacia de Tokio